# Рахманбердиев, Орынбай
Орынбай Рахманбердиев (род. 20 октября 1943, Алгабасского района, Южно-Казахстанской области) — казахстанский государственный и общественный деятель. Депутат Сената Парламента Республики Казахстан (2002—2014).

## Биография
Родился 20 октября 1943 года в селе Шаян Алгабасского района (ныне Байдибекский район) Южно-Казахстанской области.
В 1964 году окончил Джамбулский технологический институт лёгкой и пищевой промышленности по специальности «техник-технолог».
В 1983 году окончил Алма-Атинскую высшую партийную школу по специальности «политолог».

## Трудовая деятельность
С 1965 по 1966 годы — Инженер Чаяновского КХП.
С 1966 по 1969 годы — Заместитель директора Чаяновского КХП.
С 1969 по 1973 годы — Технический инспектор, главный технический инспектор Чимкентского облсовпрофа.
С 1973 по 1980 годы — Инструктор, заместитель заведующего отделом Чимкентского обкома партии.
С 1980 по 1985 годы — Первый секретарь Туркестанского горкома партии.
С 1985 по 1987 годы — Первый секретарь Чардаринского райкома партии.
С 1988 по 1994 годы — Старший инженер областного управления хлебопродуктов, директор Ленгерского КХП.
С 1994 по 1999 годы — Президент АО «Ак маржан».
С 1998 по 1999 годы — Доверенное лицо кандидата в Президенты Республики Казахстан Н. А. Назарбаева, председатель Южно-Казахстанского филиала ОО «Общественный штаб в поддержку кандидата в Президенты Республики Казахстан Н. А. Назарбаева».
С 1999 по 2002 годы — Секретарь Южно-Казахстанского областного маслихата.

## Выборные должности, депутатство
С 1995 по 2002 годы — Депутат Южно-Казахстанского областного маслихата.
С 2002 по 2014 годы — Депутат Сената Парламента Республики Казахстан т Южно-Казахстанской области, Член Комитета по международным делам, обороне и безопасности.
Член группы сотрудничества с Всекитайским Собранием народных представителей Китайской Народной Республики с Парламентом Республики Беларусь, с Сенатом Канады, с Парламентом Королевства Бельгия;
Член Комитета парламентского сотрудничества «Республики Казахстан-Европейский Союз»;
Член постоянного Комитета по социально-культурному развитию.

## Награды и звания
- Медаль «В ознаменование 100-летия со дня рождения Владимира Ильича Ленина» (1970)
- Орден «Знак Почёта» (СССР)
- Орден Парасат (2004)[1]
- Орден «Барыс» II степени (2023)[2]
- Орден «Барыс» ІІІ степени (2011)[3]
- нагрудный знак «Отличник народного просвещения Казахской ССР»
- нагрудный знак «Отличник Образования Республики казахстан»
- Почётная грамота Республики Казахстан
- Почётная грамота Туркестанской области
- Почётная грамота Верховного Совета Казахской ССР
- Почётный гражданин Туркестанской области и нескольких районов.
- Медаль «За укрепление парламентского сотрудничества» (28 ноября 2013 года, Межпарламентская ассамблея СНГ) — за особый вклад в развитие парламентаризма, укрепление демократии, обеспечение прав и свобод граждан в государствах — участниках Содружества Независимых Государств[4].
- Почётная грамота Совета МПА СНГ (27 марта 2017 года, Межпарламентская ассамблея СНГ) — за активное участие в деятельности Межпарламентской Ассамблеи и её органов, вклад в укрепление дружбы между народами государств — участников Содружества Независимых Государств[5].
- Государственные юбилейные медали
- 2001 — Медаль «10 лет независимости Республики Казахстан»
- 2005 — Медаль «10 лет Конституции Республики Казахстан»
- 2006 — Медаль «10 лет Парламенту Республики Казахстан»
- 2011 — Медаль «20 лет независимости Республики Казахстан»
- 2016 — Медаль «25 лет независимости Республики Казахстан»[6] и др.